# Bactrocantharis
Bactrocantharis es un género de coleóptero de la familia Cantharidae.

## Especies
Las especies de este género son:
- Bactrocantharis bogatchevi
- Bactrocantharis ruzickai
- Bactrocantharis sohnsteini